# Karl Frätschkes
Karl Frätschkes (Brassó, 1834. május 20. – Brassó, 1871. június 23.) reáliskolai tanár.
Samuel Frätschkes brassói evangélikus lelkész fia volt. Középiskoláit szülővárosában végezte. 1853–1855 között Berlinben, 1855-ben Tübingenben és 1856-ban Bécsben tanult. 1860-tól a brassói evangélikus főgimnáziumban tanár volt, német nyelvet, kémiát és természettant adott elő.

## Műve
- Der Rechenunterricht in den Volksschulen. Vortrag, gehalten in der Generalversammlung des Burzenländer Volksschullehrer-Vereins am 1. Dezember 1865. Kronstadt, 1865